# Лэпью (нижний приток Лузы)
Эта статья о нижнем притоке Лузы. Статью об одноимённом верхнем притоке см. здесь
Лэпью, Лопья — река в России, протекает в Прилузском районе Республики Коми. Устье реки находится в 347 км по левому берегу реки Луза. Длина реки составляет 30 км.
Исток реки в таёжном массиве среди холмов Северных Увалов в 20 км к северо-западу от посёлка Вухтым. Генеральное направление течения — юго-восток, русло извилистое. Верхнее течение проходит по ненаселённому холмистому таёжному массиву, в нижнем течении река протекает деревню Тарачево. Притоки — Лашкал (правый), Ег (левый). Впадает в Лузу в 8 км к северу от села Объячево. Ширина реки в низовьях около 8 метров.

## Данные водного реестра
По данным государственного водного реестра России и геоинформационной системы водохозяйственного районирования территории РФ, подготовленной Федеральным агентством водных ресурсов:
- Бассейновый округ — Двинско-Печорский
- Речной бассейн — Северная Двина
- Речной подбассейн — Малая Северная Двина
- Водохозяйственный участок — Юг
- Код водного объекта — 03020100212103000012389